# 法魯區
法魯區 （葡萄牙語：Distrito de Faro，葡萄牙語：[ˈfaɾu] ⓘ）是葡萄牙南部一個區。面積4,960平方公里，人口434,023人（2009年）。首府法鲁；下分16市镇。